# Pycnotropis peruana
Pycnotropis peruana är en mångfotingart som beskrevs av Karl Wilhelm Verhoeff 1941. Pycnotropis peruana ingår i släktet Pycnotropis och familjen Aphelidesmidae. Inga underarter finns listade i Catalogue of Life.